# Jan Bógdoł
Jan Zygmunt Bógdoł (ur. 3 lipca 1930 w Katowicach, zm. 29 września 2020 tamże) – polski aktor teatralny i filmowy.

## Życiorys
Syn Marty Bógdoł i śląskiego policjanta Wincentego Bógdoła.
W 1957 roku ukończył Studium Aktorskie w Katowicach. W tym samym roku, 13 października miał miejsce jego debiut teatralny. Występował w następujących teatrach: Ziemi Pomorskiej w Grudziądzu (1957–59), im. Wojciecha Bogusławskiego w Kaliszu (1959–60), Dramatyczny w Szczecinie (1960–62), im. Aleksandra Fredry w Gnieźnie (1962–63), im. Wilama Horzycy w Toruniu (1963–67), im. Juliusza Osterwy w Lublinie (1967–69), Śląskim w Katowicach (1970–75, 1978–92), Polskim w Bielsku-Białej (1975–76), Nowym w Zabrzu (1976–78).

## Nagrody i odznaczenia
- Czarne Diamenty – nagroda redakcji „Wiadomości Zagłębia” za rolę Polaka w sztuce „Przyszedłem zabić” (1970)
- Srebrny Krzyż Zasługi (1980)
- Złota Odznaka Zasłużony dla Województwa Katowickiego (1985)
- Krzyż Kawalerski Orderu Odrodzenia Polski (1991)
- Brązowy Medal „Zasłużony Kulturze Gloria Artis” (2007)[2]
- Srebrny Medal „Zasłużony Kulturze Gloria Artis” (2018)[3]

### Filmografia
- 1969: Sól ziemi czarnej – powstaniec
- 1971: Perła w koronie
- 1973: Zasieki – ojciec Ernesta
- 1976: Ptaki, ptakom... – Fritz
- 1976: Zaklęty dwór – kowal (odc. 7)
- 1977: Kto da więcej co ja – Wincenty Pstrowski
- 1977: Sprawa inżyniera Pojdy – Stefan Pojda
- 1978: Nauka latania – uciekinier z sanatorium
- 1979: Biała gorączka
- 1979: Elegia – żołnierz
- 1979: Paciorki jednego różańca Antek, syn Habryków
- 1980: Grzeszny żywot Franciszka Buły – celnik
- 1980: Misja – oficer w sztabie republikanów (odc. 6)
- 1980: Polonia Restituta – Józef Grzegorzek, komendant POW na Górnym Śląsku
- 1981: Białe tango – Andrzej, przyjaciel Majewskiego (odc. 4)
- 1981: „Anna” i wampir – pułkownik Molenda
- 1981: Czerwone węże – Markowski, ojciec Władki
- 1981: Mężczyzna niepotrzebny! – Andrzej Grzegorzewski, mąż Ewy
- 1982: Odlot – Stefan Michalski, ojciec Rafała
- 1982: Polonia Restituta – Józef Grzegorzek (odc. 5, 6)
- 1983: Na straży swej stać będę – Klimza, ojciec Janka
- 1984–1987: Zdaniem obrony – prokurator Jan Jerzy Salicki
- 1986: Magnat
- 1987: Ucieczka z miejsc ukochanych – Joachim Kunefał (odc. 1)
- 1988: Banda Rudego Pająka – minister Cieplik (odc. 5)
- 1988: Pole niczyje – Wichura
- 1989: Triumf ducha – oficer SS
- 1992: Kawalerskie życie na obczyźnie – majster w kopalni
- 1992: Pamiętnik znaleziony w garbie – ojciec Antoniego i Ewalda
- 1999: Wojaczek – ojciec Rafała
- 2001: Angelus – Stalin